# Alfonso Fuente Alonso
Alfonso Fuente Alonso (1918-2004) fue un político español, alcalde de Santander (Cantabria, España) en dos periodos no consecutivos, entre los años 1970 y 1974, y durante 1976 y 1977.
Tras los cuatro años de su primera legislatura, en 1974 presenta su dimisión con carácter irrevocable alegando la necesidad de rotación del cargo con el fin de lograr mejores resultados. Es substituido por el abogado santanderino Marino Fernández-Fontecha, quien tras dos años de alcaldía, devuelve el testigo a Fuente. Su segunda legislatura, entre los años 1976 y 1977, finaliza con motivo de las Elecciones generales de España de 1977, a partir de las cuales ocupará el cargo Juan Hormaechea.
Fue procurador de los municipios de la provincia de Santander en las Cortes del Régimen de Franco, en 1976, siendo Modesto Piñeiro Ceballos el presidente de la Diputación Provincial de Santander.
| Predecesor: Máximo Fernández-Regatillo | Alcalde de Santander 1970-1974 | Sucesor: Marino Fernández-Fontecha |
| Predecesor: Marino Fernández-Fontecha  | Alcalde de Santander 1976-1977 | Sucesor: Juan Hormaechea           |